# ミゲル・カレロ
ミゲル・カレロ（Miguel Angel Calero Rodríguez, 1971年4月14日 - 2012年12月4日）は、 コロンビア・バジェ・デル・カウカ県ヒネブラ出身のサッカー選手。ポジションはゴールキーパー。1995年から2007年までサッカーコロンビア代表。身長189cm、体重82kg。ニックネームは"コンドル"。
コロンビアのデポルティーボ・カリ、アトレティコ・ナシオナルを経て、メキシコのCFパチューカでプレーした。

## 来歴
1992年、22歳でコパ・マスタングのデポルティーボ・カリでデビュー。同年バルセロナオリンピックでコロンビア代表として出場。1996年にはチームを率いて優勝に導いた。
1998年に同リーグのアトレティコ・ナシオナルに移籍し、翌1999年に再び優勝。2000年にはメキシコのCFパチューカに移籍した。
2007年、コパアメリカのパラグアイ戦で5失点と振るわなかったため代表選手引退を発表。2008年6月には現役引退も表明したものの現役を続行、パチューカで正GKとキャプテンを務めた。
2011年に現役を引退しパチューカのゴールキーパーコーチとなったが、2012年11月に脳梗塞で倒れ入院、12月3日に脳死判定され、生命維持装置が外され、翌日に死亡した。

## その他
野球帽（もしくはバンダナ）を被ってプレーすることで知られている。バンダナの後ろに翼が付いているように見えるため付いたあだ名が"コンドル"。
しかし、2008年シーズンからサッカー協会の規定でそれを禁止され、何も被らずにプレーした。
FIFAクラブワールドカップ2008でも準々決勝・準決勝においては何も被らずにプレーしていたが、3位決定戦においてガンバ大阪と対戦した時には、頭の部分に「カレロ」とカタカナで印刷されたシールを貼ったバンダナを被ってプレーしていた。さらに、グローブの手首の辺りにもカタカナで「ミゲル・カレロ」というネームシールを貼っていた。
コロンビア代表の先輩でもあるレネ・イギータを尊敬していて、イギータと同じく終盤敵陣へ攻めに向かうことが多い。PKも得意。
本国コロンビアに孤児院を建て500人を超える子供たちの生活支援をしていた。

## 代表歴

### 出場大会
- コロンビア代表
  - 1998 FIFAワールドカップ

### 試合数
- 国際Aマッチ 51試合 0得点（1995年-2009年）[3]

| コロンビア代表 | 国際Aマッチ | 国際Aマッチ |
| 年             | 出場        | 得点        |
| -------------- | ----------- | ----------- |
| 1995           | 4           | 0           |
| 1996           | 1           | 0           |
| 1997           | 6           | 0           |
| 1998           | 3           | 0           |
| 1999           | 8           | 0           |
| 2000           | 4           | 0           |
| 2001           | 2           | 0           |
| 2002           | 1           | 0           |
| 2003           | 0           | 0           |
| 2004           | 10          | 0           |
| 2005           | 5           | 0           |
| 2006           | 0           | 0           |
| 2007           | 6           | 0           |
| 2008           | 0           | 0           |
| 2009           | 1           | 0           |
| 通算           | 51          | 0           |